# 仮面舞踏会

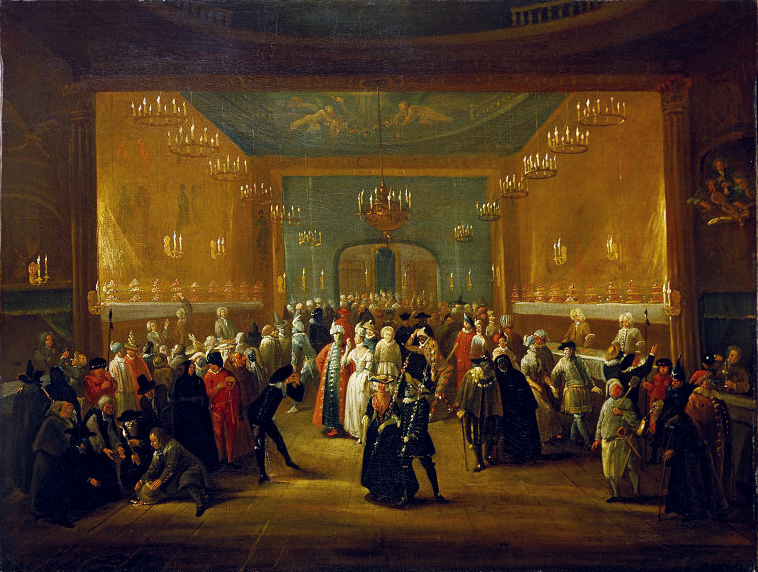
ジュゼッペ・グリソーニ「王のオペラハウスでの仮面舞踏会」1724年作、ヴィクトリア&アルバート博物館蔵

仮面舞踏会（かめんぶとうかい）は、仮面をつけ身分素性を隠して行われる舞踏会のこと。マスカレイド（英: masquerade）やバル・マスケ（仏: bal masqué）とも。起源は中世まで遡る。また音楽・文学ほか多数の作品に「仮面舞踏会」や「マスカレード」という題名が付けられている。

## 仮装行列と仮装舞踏会

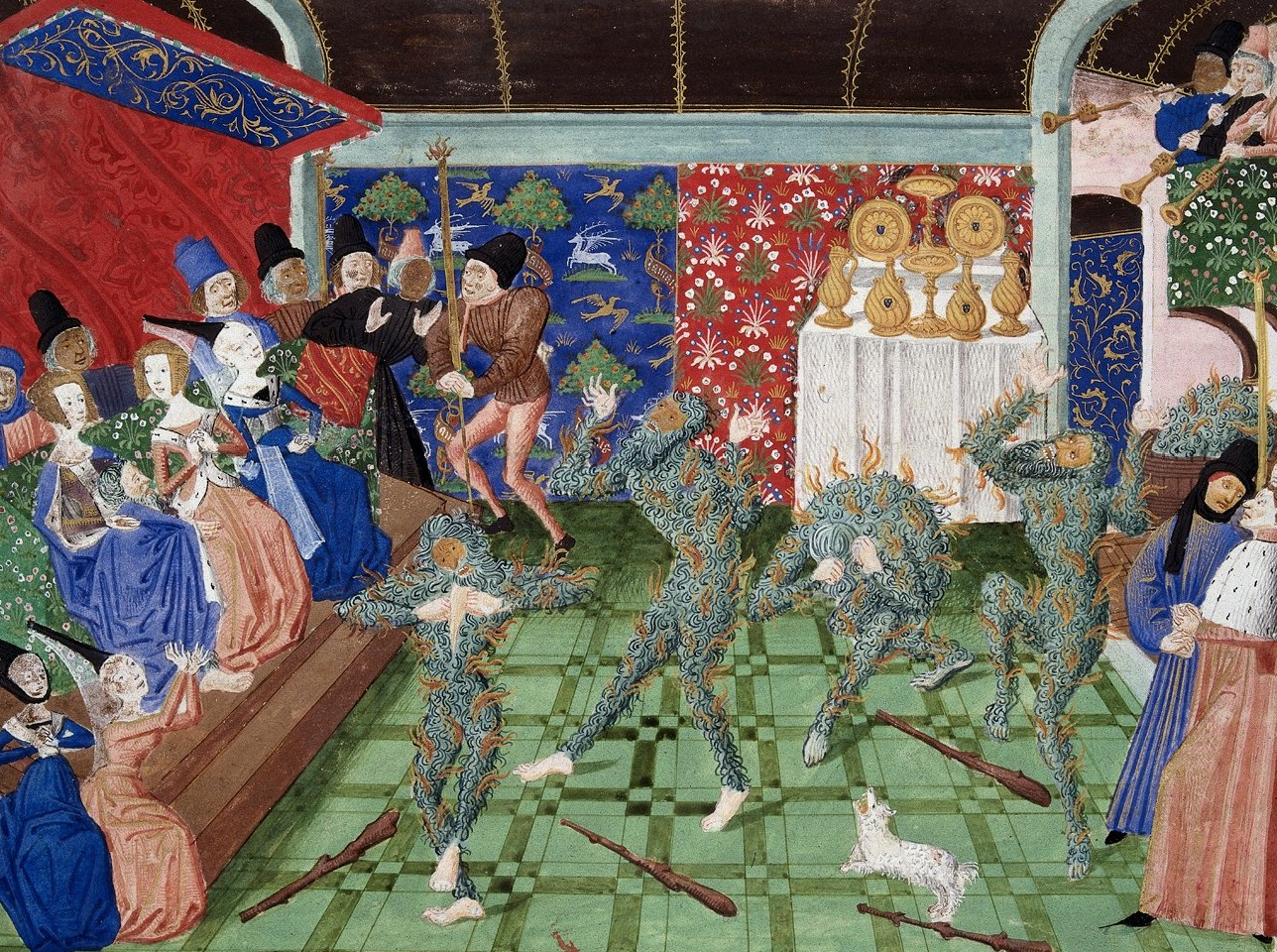
シャルル6世の宮廷で起こった仮装舞踏会の事件 Bal des Ardents、1450年-1480年ごろの細密画

仮面舞踏会は参加者が仮面などを身に着けて行われる舞踏会などのイベントである。こうした集まりの起源は、中世後期のヨーロッパ宮廷において行われた、寓話的で凝った衣裳による壮麗な行列や、婚礼を祝う誇らしげな行進や、その他宮廷生活における派手な催しや余興にある。代表的なものに仮装舞踏会 (モリスコ、morisco) がある。
仮装舞踏会を舞台にした有名な惨劇として、百年戦争期のフランス国王シャルル6世の時代に起こった「燃える人の舞踏会」（"Le Bal des ardents"）という事件がある。王妃イザボー・ド・バヴィエールは侍女の一人の婚礼を祝して1393年1月28日に大規模な仮装舞踏会を開催した。シャルル6世と5人の貴族は亜麻と松脂で体を覆い、毛むくじゃらの森の野蛮人に扮して互いを鎖で繋いで踊る "Bal des sauvages" （野蛮人の踊り）をしようとしたが、たいまつに近づきすぎて衣裳が燃え上がり、シャルル6世は助かったものの4人が焼死するという事件になった。シャルル6世はすでにイングランド軍に対する敗戦でショックを受けていたが、この後急速に精神を病むようになった（この事件はエドガー・アラン・ポーの短編小説『跳び蛙』の元になっている）。こうした仮装による舞踏会はブルゴーニュ公国の宮廷では特別の機会に行われるぜいたくな催しであった。

## 仮面舞踏会

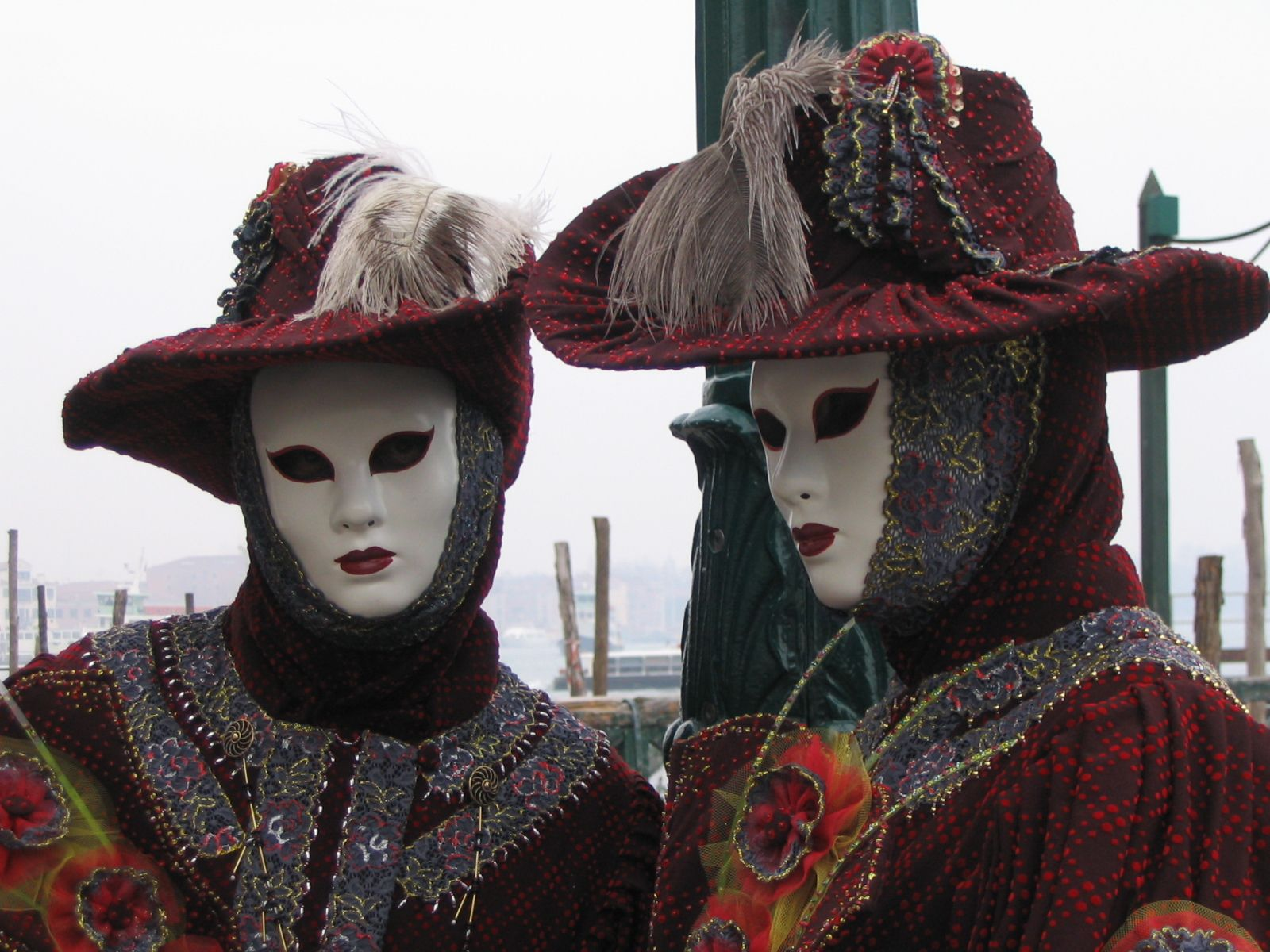
仮装と仮面をしたヴェネツィアのカーニバルの参加者

これらのイベントや行進をもとに、15世紀のルネサンス期のイタリアで、参加者が仮装して出席する公的な祭典が催されるようになった（イタリア語ではマスケラータmascherataと呼ばれた）。これらは一般的に上流階級の成員のために行われる凝った舞踏会で、特にヴェネツィアでは、仮面をかぶって行われる「ヴェネツィアのカーニバル」の伝統と結びついたため人気を博した。
17世紀から18世紀にはヨーロッパ大陸全土の宮廷でヴェネツィア式仮面舞踏会は人気となった。あまりに人気を博しすぎたため、仮面舞踏会は風紀を乱す元凶であるとしてマリア・テレジアに代表されるように禁止令を出した人物もいた。また仮面舞踏会はしばしば悲劇の舞台にもなった。スウェーデン国王グスタフ3世は1792年、仮面舞踏会の最中に彼の統治に不満を抱く貴族ヤコブ・ヨハン・アンカーストレム (Jacob Johan Anckarström) によってピストルで暗殺された。この事件はウジェーヌ・スクリーブのオペラ『ギュスターヴ3世』や、ジュゼッペ・ヴェルディのオペラ『仮面舞踏会』の題材となっている。

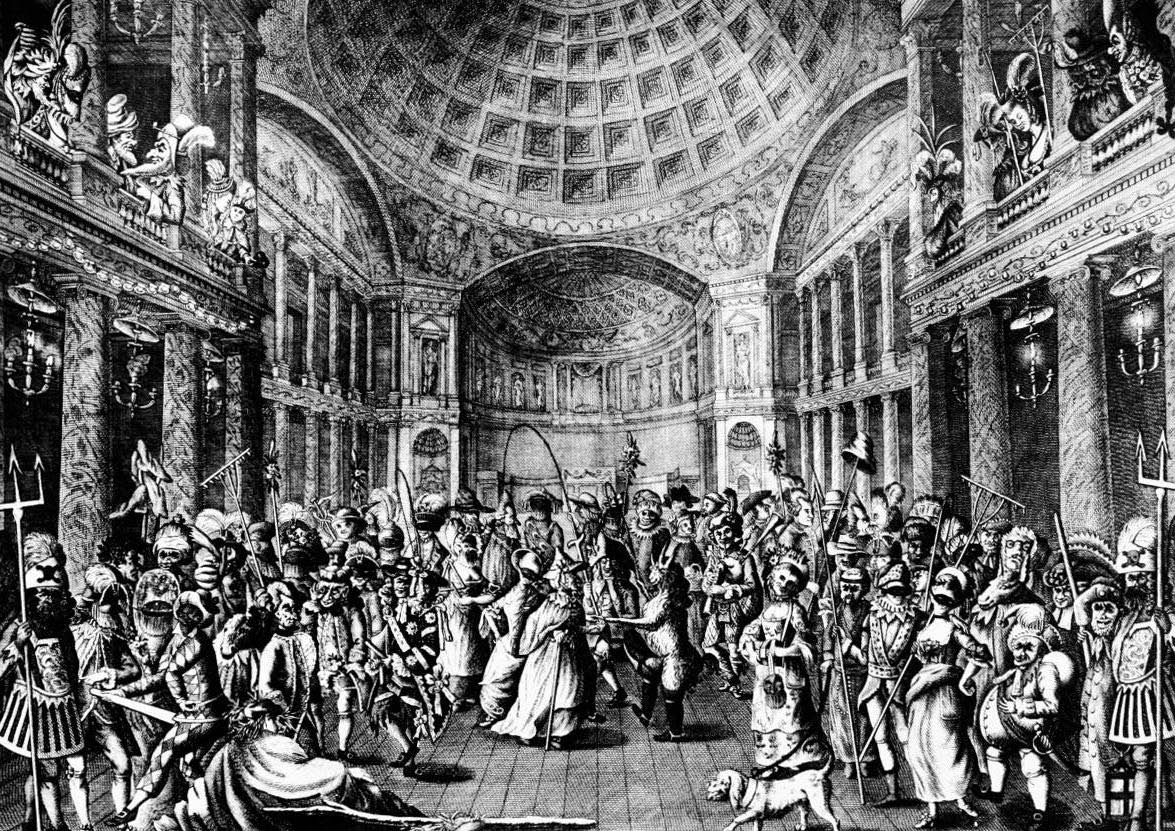
ロンドンの劇場での仮面舞踏会、18世紀後半

イギリスではヘンリー8世の時代から、上流階級の楽しみとして仮面舞踏会が催されるようになった。18世紀初頭にロンドンで行われた仮面舞踏会はチケット制で、武器を持たず仮面を付けていれば一般大衆でも参加できた。服装も自由であり、異性装や上流階級の人々による無産階級の扮装などが流行した。上流階級の人々には、階層ごとに定められている細かい対人規範や行儀作法があり、仮面舞踏会の最中には仮面による匿名性によってその抑圧から逸脱することができた。ヘンリー・フィールディングの『仮面舞踏会』や、ジョセフ・アディソンの『スペクテイター』では、当時の仮面舞踏会の様子や羽目を外す人々の心理が描かれている。
大胆な内心の吐露や、公然と行われる密通など、仮面舞踏会には不謹慎な行為や淫行が蔓延していると批判する声も多かった。
ヨハン・ヤーコプ・ハイデガーは1710年にヴェネツィア式の仮面舞踏会をロンドンのヘイマーケット・オペラハウスで開催した。ハイデガーは「スイスの伯爵」の名で有名人となり、18世紀のイギリスにおいて仮面舞踏会は大流行した。一方で仮面舞踏会やこれを紹介したハイデガーに対して、道徳や倫理を麻痺させるという厳しい非難が各界から浴びせられ反対運動も起こった。ウィリアム・ホガースは仮面舞踏会の隆盛やハイデガーを風刺する版画を出版しているほか、仮面舞踏会の存在に反対する物書きたち（その中にはヘンリー・フィールディングもいた）は、イギリス国内に反道徳性や「海外からの悪影響」を広めるものとして仮面舞踏会を批判している。彼らは権力者に対し仮面舞踏会反対の説得を行ったが、これを禁止するための手段の強制力は散漫なものにとどまった。
仮面舞踏会は招待客同士のゲームとして開催されることもあった。仮面をした客たちは正体が誰か分からないような服装をし、互いの正体を当てあうゲームを行った。このゲームの影響で、人物の正体を混乱させるためによりユーモラスに工夫された仮面が登場している。
仮面舞踏会は今日も世界中で行われているが、パーティーの雰囲気作りが強調され、社交ダンスの部分はあまり強調されなくなった。より砕けたハロウィンなどの仮装パーティーが、かつてのあやしい仮面舞踏会の伝統を受け継いでいる。現在に残る代表的な仮面舞踏会は、ウィーン大学の同窓生らによる舞踏会「ルドルフィーナ」 (Rudolfina Redoute) などである。
仮面舞踏会は非常に絵になる催しであるため、文学や音楽の題材となってきた。エドガー・アラン・ポーの短編『赤死病の仮面』では、赤死病という疫病を逃れて修道院に立てこもる貴族たちが開いた仮面舞踏会に、赤死病患者を思わせる不吉な仮面をかぶった人物が現れる。ヘルマン・ヘッセの自伝的小説『荒野のおおかみ』ではチューリッヒの仮面舞踏会が重要な舞台となる。また18世紀イギリスの上流階級を舞台にした多くのロマンス小説では、仮面舞踏会が舞台となったりプロットを進める上での道具になったりする。